# Ligue de Suède féminine de basket-ball
La Ligue de Suède de basket-ball féminin ou Damligan est le plus haut échelon du Championnat de basket-ball féminin en Suède.

## Historique
En 2013, Norrköping Dolphins et Northland Basket finissent en tête de la saison régulière et sont qualifiés pour les demi-finales, où elles affrontent les vainqueurs des équipes classées de la 3e à la 6e place : Udominate Basket, Telge Basket, Kvarnby BBK et Solna Vikings. 

## Palmarès
Le palmarès du championnat est le suivant :
- 1957 : BK Rilton
- 1958 : BK Rilton
- 1959 : KFUM Blackebergs IK
- 1960 : BK Rilton
- 1961 : KFUM Blackebergs IK
- 1962 : KFUM Blackebergs IK
- 1963 : KFUM Blackebergs IK
- 1964 : KFUM Blackebergs IK
- 1965 : KFUM Blackebergs IK
- 1966 : KFUM Sunne
- 1967 : BK Ruter
- 1968 : BK Ruter
- 1969 : Ruter/Mörby BBK
- 1970 : BK Rush
- 1971 : Ruter/Mörby BBK
- 1972 : KFUM/KFUK Västerås
- 1973 : KFUM Söder
- 1974 : KFUM Västerås
- 1975 : Högsbo Basket
- 1976 : Högsbo Basket
- 1977 : Södertälje BBK
- 1978 : Södertälje BBK
- 1979 : Södertälje BBK
- 1980 : Södertälje BBK
- 1981 : Södertälje BBK
- 1982 : Södertälje BBK
- 1983 : Södertälje BBK
- 1984 : Södertälje BBK
- 1985 : Södertälje BBK
- 1986 : Solna IF
- 1987 : Solna IF
- 1988 : Solna IF
- 1989 : Arvika Basket
- 1990 : Arvika Basket
- 1991 : Arvika Basket
- 1992 : Arvika Basket
- 1993 : Arvika Basket
- 1994 : Arvika Basket
- 1995 : Bro Basket
- 1996 : Nerike Basket
- 1997 : Södertälje BBK
- 1998 : Nerike Basket
- 1999 : Nerike Basket
- 2000 : Proderm Flamingos
- 2001 : 08 Alvik Stockholm
- 2002 : Solna Vikings
- 2003 : 08 Stockholm Human Rights
- 2004 : Solna Vikings
- 2005 : Visby Ladies
- 2006 : Solna Vikings
- 2007 : 08 Stockholm Human Rights
- 2008 : Solna Vikings
- 2009 : Solna Vikings
- 2010 : 08 Stockholm Human Rights
- 2011 : Telge Basket
- 2012 : Telge Basket
- 2013 : Norrköping Dolphins
- 2014 : Northland Basket
- 2015 : Northland Basket
- 2016 : Luleå Basket
- 2017 : Luleå Basket
- 2018 : Luleå Basket
- 2019 : Umeå BBK